# 超力戰隊王連者
《超力戰隊王連者》，是由日本東映製作的《超級戰隊系列》第19部特攝作品，於1995年（平成7年）3月3日至1996年2月23日期間每週五下午5時30分在朝日電視台首播。

## 作品特色
- 《超級戰隊系列》20週年記念作品[註 1]。
- 以「空軍」、「超古代文明」作為主題的戰隊。
- 由於製作途中發生阪神大地震及東京地鐵沙林毒氣事件，基於「不該讓作品中出現比現實更殘酷的情節」的考量，初期規劃的嚴肅路線遭到修改，反派的行動跟描述也改為滑稽路線[來源請求]。
- 首次出現黑色追加戰士（King連者）[註 2]。

## 故事概要
西曆1999年，來自宇宙的機械帝國－巴拉諾亞在月球表面上設立基地，並且向地球人提出支配宣言。而為了能夠打倒這些強敵，國際空軍防衛部隊（簡稱U.A.）特此設立特別部隊，由參謀長三浦率領五名軍人的「超力戰隊王連者」展開與巴拉諾亞的戰鬥。

## 登場角色

### 超力戰隊王連者
超力戰隊王連者，別名「U.A.O.H.（The United Air force Ohranger）」，由國際空軍（正式名稱為「The United Air Force」，暱稱「U.A.」）參謀長三浦設立，並由「U.A.」揀選的五名軍人組建的特別部隊。
他們以超古代文明的力量來源－超力戰鬥，另外除了吾郎的階級為大尉外，其餘四人的階級則為中尉。
星野 吾郎（ほしの ごろう）／ Oh Red
演：宍戶勝
王連者的隊長。
擁有冷靜的判斷力與推理力，同時也有熱血及仁厚的一面，故非常得到其他隊員的信任。
專長為空手道、柔道、劍道等的日本武術，而變身後其面罩上圖案為星形。
其他登場作品：《海賊戰隊豪快者》
四日市 昌平（よっかいち しょうへい）／ Oh Green
演：正岡邦夫
王連者一員。
個性開朗，並擅長拳擊，而其推理力與吾郎也不相伯仲。
變身後其面罩上圖案為長方形（四邊形），並會以靈活的步法及連續拳擊作為戰鬥技巧。
三田 裕司（みた ゆうじ）／ Oh Blue
演：合田雅吏
王連者一員。
個性優柔寡斷，同時其自身亦為獨生子，故也相對獨立。
擅長擊劍及體操，而變身後其面罩上圖案為倒三角形，並以空中攻擊為主。
二條 樹里（にじょう じゅり）／ Oh Yellow
演：麻生步美
王連者一員。
擅長運用有氧舞蹈配合武術等肢體動作，並且她也是既美麗且自信滿滿的美女，與同隊員中的桃為對手兼好友。
變身後其面罩上圖案為兩條平行線，並主要以踢技應戰。
丸尾 桃（まるお もも）／ Oh Pink
演：珠緒
王連者一員。
個性活潑且內向的女孩，並擅長中國武術及合氣道。
變身後其面罩上圖案為圓形，並能活用拳法應戰。
其他登場作品：《海賊戰隊豪快者》

#### 王連者的協力者／相關者
三浦 尚之（みうら なおゆき）
演：宮内洋
U.A.的參謀長官，同時也兼任王連者的指揮官，官階為大佐。
曾為研究超古代文明的考古學家，以分析各種超古代文明的詳細資料及收集一些關於超力的重要線索而製作王連者各種裝備。
幹郎
演：佐藤侑輝
與王連者關係密切的少年。
力奇／ King連者
演：山口將司
來自六億年前的少年騎士，於第26集初登場。
為追緝逃亡的巴卡斯芬特而帶同一位多琳乘搭King Pyramid抵達眾人所在的時空，期間兩人則在宇宙的異次元空間內沈睡，過程中其年齡並不會增長。
在抵達眾人所在的時空後曾被巴拉諾亞的凱莉絲擄走，並且被對方分析其數據製作機械獸巴拉國王，然而最後在成功脫險並將凱莉絲跟巴拉國王消滅後亦聯同王連者並肩作戰對付巴拉諾亞。
其他登場作品：《國王戰隊帝王者 IN SPACE》
多琳
演：和田理沙
跟隨力奇來到眾人所在的時空之古代少女，於第26集初登場。
來自超力之故鄉，而與其自身同名的種族雖外貌與人類相同卻不是人類，並且被古代人類視為神的存在。
在凱撒布魯敦特率領巴拉諾亞正式進攻地球時卻被對方重傷後便回到超力之故鄉休養，直至王連者與巴拉諾亞的戰鬥完結後亦返回地球與力奇團聚。
其他登場作品：《國王戰隊帝王者 IN SPACE》
帕克
聲：小櫻悅子
多琳的寵物。
 顏魔神
聲：神谷明
已存活六億年的神秘魔神，於第37集初登場。
平時以名為神面岩的石像型態出現，而持有其傳說之鑰匙之人在念咒語與旋轉鑰匙時則會變身為魔人岩型態，並會實現持有者說出的願望。
使用武器為魔神Sword，並能夠自由操縱其體型大小。
而在巴拉諾亞落敗後，顏魔神亦決定撫養凱撒布魯敦特與瑪露琪瓦遺下的孩子。

### 機械帝國 巴拉諾亞
機械帝國 巴拉諾亞，企圖支配地球並將人類作為其奴隸的機械生命體帝國。
實為起源於超古代地球文明：當時古代人類則為了便利而發明機械獸，然而機械獸卻反叛並企圖支配人類，結果在與古代人類的戰爭中敗北並摧毀，但作為唯一倖存者的巴卡斯芬特則逃亡至宇宙並創立巴拉諾亞，兼且於六億年後返回地球進行侵略行動。
巴卡斯芬特
聲：大平透
巴拉諾亞的創立者兼初代統治者。
個性殘虐，並不允許機械獸有瑕疵及失敗，另外其武器則為棍杖。
為於六億年前機械獸與人類的戰爭中唯一倖存的機械獸，並且在逃亡至宇宙後便創立巴拉諾亞。
在經歷了屢次作戰失敗後，無法忍受的巴卡斯芬特決定將自己巨大化迎戰王連者，然而結果則不敵對方的OhBlocker，但巴卡斯芬特並未有因而死去，並且藏匿至一處星球中以僅存的能量生存，直至當希絲特莉亞帶同布魯敦特的頭顱被流放時亦引領至其所在，而巴卡斯芬特則以僅存的能量成功復活布魯敦特後離世。
希絲特莉亞
聲：松島實
巴卡斯芬特的妻子。
冷血如蛇，對人類的愛心與善良表現非常不屑，但卻對巴卡斯芬特有著忠貞的感情。
在巴卡斯芬特與布魯敦特相繼被擊敗後則被Bomber The Great綁上火箭並放逐至宇宙，然而途中則被倖存的巴卡斯芬特引領至其所在地而得救，隨後希絲特莉亞亦喚醒其侄女瑪露琪瓦並將其自身的力量予之。
然而最後在凱撒布魯敦特與瑪露琪瓦被消滅後，心存罪孽深重的希絲特莉亞則選擇引爆手榴彈自爆，臨終前更將其孫兒托付於王連者。
布魯敦特→凱撒布魯敦特
聲：關智一
巴卡斯芬特夫婦的兒子。
初期個性調皮且自私，視人類為玩具對待，並擅長擬定殘忍的作戰計劃。
在父皇巴卡斯芬特被擊敗後不久則被迫與Bomber The Great進行王位繼承決鬥中敗北並被其肢解，隨後在希絲特莉亞帶同其頭顱被流放於宇宙時則被存活的巴卡斯芬特引領至其藏匿的星球，而巴卡斯芬特亦以維繫生命的僅剩能源讓布魯敦特重生為凱撒布魯敦特，並且成功奪回王位及帝國則與瑪露琪瓦結為夫妻。
後來在知悉王連者本部的位置後便進攻之，並且在地球的超力消失後亦成功攻陷地球，但最後在王連者回歸及恢復其超力後便與之決戰，結果還是遭到對方消滅。
瑪露琪瓦
聲：山田美穗
希絲特莉亞的姪女，於第40集初登場。
原為了成為巴拉諾亞的皇妃而在某處星球中沉睡，後被希絲特莉亞喚醒及獲得其力量後便抵達地球。
個性天真爛漫，卻有著勻稱的體格、卓越的運動能力以及敏捷的速度，而使用武器為可釋放光束箭及變形為西洋劍的弓瑪露琪Arrow，另外其自身亦曾喬裝人類並會施放催眠術迷惑年輕男性。
與凱撒布魯敦特初見面時便一拍即合，而兩人亦在擊敗Bomber the Great後便結為夫妻。
然而最後在與王連者的決戰中落敗，並且與凱撒布魯敦特一同共赴黃泉。
阿恰、寇恰
聲：肝付兼太（阿恰）、安達忍（寇恰）
兩人為皇帝一家的專屬執事。
阿恰為與人類等身的機械人，並且習慣說敬語；至於寇恰則為小型機械人，並擁有漂浮能力及從腹部的齒輪發出光線，而後來經改造後獲得替機械獸注入巨大化能量的能力。另外兩人亦曾在Bomber the Great統領巴拉諾亞時亦曾短暫效忠之。
而最後兩人在巴拉諾亞落敗後便跟隨顏魔神離去。
凱莉絲
演：天祭揚子
巴卡斯芬特相當信任的幹部，於第26-28集登場。
以馴獸鞭作為武器，另外其自身亦能轉化為「巴拉凱莉絲」。
在力奇與多琳從六億年前來到眾人所在的時空時便擔任刺殺兩人作戰的主要指揮官，並且曾將力奇擄走後便根據力奇的數據製造機械獸巴拉國王，然而最後在力奇脫險後則於自身巨大化與王連者跟國王連者戰鬥時被King Pyramid的Super Unison Fire消滅。
Bomber The Great
演：檜山修之
於第35集初登場。
其身軀是一枚飛彈，並附著頭及手腳，能夠變成導彈型態的Great Missile，而其頭部也能發射小型導彈。
原為巴拉諾亞的機械獸士官，但對於權位的欲望過大而反叛了皇帝巴卡斯芬特，但最後失敗並逃亡至宇宙空間，直至知悉巴卡斯芬特被擊敗後便返回帝國成為第二代的統治者。
獨自率領著機械獸軍團，甚至連阿恰與寇恰也見勢倒戈，追隨著身旁都會有個寫著「Bomber The Great命」的白旗子，象徵效忠。
與布魯敦特為敵對關係，但實力遠大於布魯敦特，隨後他亦根據巴拉諾亞帝國憲法向布魯敦特挑戰，結果在布魯敦特被擊敗後便成為巴拉諾亞的統治者，兼且將其與希絲特莉亞流放於宇宙中。
然而不久後則被復活的凱撒布魯敦特與被喚醒的瑪露琪瓦反擊，而實力敵不過兩人的Bomber The Great亦只能委曲求全，並且被改造為兵器與王連者戰鬥，不過最後依然失敗。
巴羅兵
巴拉諾亞的機械士兵。
以能釋放電流的電磁棒作為武器，並能從其自身齒輪狀的雙眼釋放光束以及從口中吐出齒輪狀手裏劍與捕網。
Camera Tricks
負責監視及攝影的小型機械獸。

## 王連者、King連者的裝備

### 裝備／武器
王連者共同配備／武器
Power Braces
王連者五人的雙手環變身器。
左手環具通訊功能；而右手環則裝備作為能量來源的TH Energy石。
OH Suits
由U.A.O.H.科學技術開發部所研發的王連者強化戰鬥服。
其頭盔上的臉罩為與其相應圖案，而王連者亦能從其臉罩取出其個人武器。
Jetter Machine
王連者的五輛戰鬥用機車。
Battle Sticks
王連者的杖型武器。
適用於近距離攻擊，並能釋放電磁波。
King Blasters
王連者的槍械武器。
King Smashers
由Battle Sticks與King Blasters組合後的武器，其破壞力亦更勝於King Blasters。
王連者個人武器
 Star Riser Sword
Oh Red的劍型武器。
 Square Crusher Axes
Oh Green的雙斧武器。
 Delta Tonfas
Oh Blue的附有三角形刀刃之雙拐。
 Twin Baton Nunchucks
Oh Yellow的兩副雙截棍。
 Circle Defenser
Oh Pink的圓盾。
王連者必殺武器
Big Bang Buster
由五人各自的個人武器組合的必殺大炮。
Giant Roller
王連者的大型車輪型必殺武器，於第10集初登場。
由Sky Phoenix負責運送至王連者所在地時再將發射器及車輪拋下，並主要由OhRed進入車輪內負責操控，隨後在準備完畢後便以高速衝破目標。
超力Dynamite Attack
於第23集首次使用。
五人會透過自身高速迴轉化為光球後並合而為一衝破目標。
Ohre Bazooka
由三浦參謀長與U.A.O.H.科學班共同研發的必殺武器，於第25集初登場。
將5個Hyper Storage Crystal裝填於大炮內後再由OhRed操作扳機釋放光束攻擊。
 King連者的配備／武器
King Braces
力奇／King連者的雙手環變身器。
其操作與王連者的Power Braces相似：左手環具通訊功能；而右手環則裝備作為其能量來源的King Crystel。
King Suit
King連者的戰鬥服。
以超古代文明的特殊金屬纖維凱撒Metal製作；另外其身上亦配備護甲King Protector，可抵禦飛彈的攻擊。
King Stick
King連者從其臉罩取出的萬能杖武器，並可釋放光束攻擊。

### 大型機械
超力Mobil
王連者的大型戰鬥機械，以五個古代文明遺跡上刻畫傳說之動物或石像為原型製造。
 Sky Phoenix
由Oh Red駕駛的鳳凰型戰鬥機。
能從嘴巴釋放光束攻擊，另外在出動Giant Roller時亦負責遞送之。
為Ohranger Robo的頭部及背部。
 Grand Taurus
由Oh Green駕駛的猛牛型機械。
能以雙牛角衝擊目標及釋放光束Taurus Beam。
為Ohranger Robo的腰部。
 Dash Lion
由Oh Blue駕駛的獅子型機械。
能以其額上的兩門槍炮釋放Lion Shot及以嘴巴囓咬攻擊。
為Ohranger Robo的雙手臂及胸部。
 Dogu Rander
由Oh Yellow駕駛的土偶型戰車。
其配備武器為其頂部的兩門速射炮Dogu Vulcan以及其雙側的火箭炮Dogu Bazooka。
為Ohranger Robo的左腿。
 Moai Loader
由Oh Pink駕駛的摩艾石像型戰車。
其配備武器為其頂部加農炮Moai Cannon以及其雙側的導彈發射器Moai Launcher。
為Ohranger Robo的右腿。
 Red Puncher
主要由Oh Red駕駛的拳擊型機械人，於第19集初登場。
原為三浦參謀長早於Ohranger Robo研發的機械人，然而當時U.A.其中一位少尉在知曉巴拉諾亞的存在後便擅自開動當時未完成的Red Puncher迎戰，結果Red Puncher亦因而失控暴走且失蹤，而該名少尉同樣亦喪命。
事隔兩年後則被吾郎／Oh Red發現，而他亦於嘗試操縱Red Puncher卻其仍處於暴走狀態，而最後吾郎亦在該名少尉的靈魂指導下才成功化險為夷。
其必殺技為以雙手腕上的加格林槍連續射擊超高壓熱光彈Puncher Gatling以及將能量集中於雙手腕上並於空中高速旋轉衝向敵人出拳的Magna Puncher。
 King Pyramid
以六億年前的超古代文明科學建造的金字塔型要塞，於第26集初登場。
為了追捕逃亡的巴卡斯芬特而與力奇跟一位多琳一同於從六億年前來到眾人所在的時空。而其本身擁有能釋放出近百倍TH Energy的驅動機關以及具空間跳躍的能力，甚至有於亞空間航行的可能。
平時外貌是普通的金字塔，而在戰鬥時則會轉換型態，而必殺技為從金字塔頂端釋放的Super Burn Wave。
能夠裝載五輛超力Mobil及Red Puncher，而在轉換為「戰鬥型態」則會變形為大型機械人，並會收納超力Mobil以及Red Puncher會裝備於其背部。而該型態的必殺技為Super Legend Beam，以從其身上釋放大量高壓等離子光束。
另外King Pyramid內亦有一間禁忌之房間，而該房間內則收藏了一把能讓使用者無差別攻擊直至喪命的劍。
Blocker Robo
由三浦參謀長開發予王連者五人的五部大型戰鬥機械人，於第33集初登場。
其外型與每人專屬的象徵圖案相同，而其武器則為大型King Blasters以及其各自的大型個人武器。
 Red Blocker
Oh Red駕駛的Blocker Robo。
為OhBlocker的胸部及腹部。
 Green Blocker
Oh Green駕駛的Blocker Robo。
為OhBlocker的雙脛部。
 Blue Blocker
Oh Blue駕駛的Blocker Robo。
為OhBlocker的腰部。
 Yellow Blocker
Oh Yellow駕駛的Blocker Robo。
為OhBlocker的頭部、雙肩及雙手臂。
 Pink Blocker
OhPink駕駛的Blocker Robo。
為OhBlocker的雙足部。
Tackle Boy
王連者的輪胎型機械人，於第36集初登場。
其搭載AI程式操控，並且能善用其輕巧靈敏的身體戰鬥。
其必殺技為「Dynamite Tackle」，在轉換成輪胎模式並由OhBlocker以丟保齡球的方式丟出後再變形為機械人高速衝破目標。

#### 合體型態
Ohranger Robo
由五輛超力Mobil合體的大型機械人，於第7集初登場。
其搭載超力引擎，並須以TH Energy才能啟動。另外其亦具有五款頭盔。
 Wing Head
Oh Red作為主駕駛的頭盔。
其武器為Super Crown Sword，而必殺技亦為以Super Crown Sword斬擊之「Crown Final Crash」。
 Horn Head
Oh Green作為主駕駛的頭盔。
擅長近身肉搏戰，並能以其雙角衝擊及釋放電流。
 Graviton Head
Oh Blue作為主駕駛的頭盔。
擅長速度戰，並能夠釋放重力光線及以超重量級拳擊目標。
 Vulcan Head
Oh Yellow作為主駕駛的頭盔。
擅長空中戰，並能使用其頭盔兩側的火神炮攻擊目標及進行反推進飛行。
 Cannon Head
Oh Pink作為主駕駛的頭盔。
擅長一擊必殺的短期戰，以其頭盔上的加農炮射擊目標。
Buster Ohranger Robo
由Ohranger Robo與Red Puncher合體的大型機械人，於第22集初登場。
其必殺技為「Big Cannon Burst」，以其雙肩上的加農炮連續射擊。
OhBlocker
由五台Blocker Robo合體的大型機械人，於第34集初登場。
其搭載AI程式，而使用武器為可釋放電流的雙劍雙重封鎖劍Twin Blocken Sword，至於其必殺技為以雙劍合為一直線斬擊目標的「Twin Blocken Crash」。

## 設定
TH Energy
一種來自大自然的能量。
能夠讓被照射其能量之生物細胞活性化，甚至獲得名為超力的力量。
王連者基地
別稱「王連者本部」，其所在地設置於日本境內的一座雪山，地理位置極為隱密。
基地最下層依然保存著六億年前的超古代文明遺跡，同時也是超力的來源，亦可藉超力增幅裝置轉換自然能源而取得。
然而最後被巴拉諾亞透過分析OhBlocker的資料知悉基地所在地而被摧毀。
巴拉蒂卡
巴拉諾亞的齒輪型航空母艦。
Tacompass
巴拉諾亞的小型戰鬥艇。
通常由巴羅兵負責駕駛，並且能夠在陸地上爬行，而其武器則為加特林機槍與從其機首釋放的螺旋型光束。
超力之故鄉
存在於宇宙遙遠的某處，亦為超力能量的根源地，而該空間亦存在著複數的多琳。

## 製作團隊
製作人員：
- 原作：八手三郎
- 製作人：
  - 朝日電視台：梶淳
  - 東映：吉川進、鈴木武幸、髙寺成紀
  - 東映Agency：矢田晃一

- 劇本：杉村升、井上敏樹、曾田博久、上原正三、高久進
- 導演：東條昭平、辻野正人、小笠原猛、小林義明、佛田洋、長石多可男、田﨑龍太
- 動作導演：山岡淳二、村上潤、新堀和男
- 配樂：橫山菁兒
- 特攝導演：佛田洋
- 製作：朝日電視台、東映、東映Agency

皮套演員：
-  Oh Red：横山一敏
-  Oh Green：武智健二
-  Oh Blue：竹内康博
-  Oh Yellow：中川清人
-  Oh Pink：村上利惠
-  King連者：大藤直樹

## 播放列表
以下時間以當地時間（日本時間）為準：
| 日本首播日期 | 集數 | 標題 （日語）（漢譯）      | 登場機械獸 | 編劇     | 導演       |
| ------------ | ---- | -------------------------- | --- | -------- | ---------- |
| 1995/03/03   | 1    | 來襲！！1999               | - 巴拉鑽頭 | 杉村升   | 東條昭平   |
| 1995/03/10   | 2    | 集合！！超力戰隊           | - 巴拉茶杯碟 | 杉村升   | 東條昭平   |
| 1995/03/17   | 3    | 危機！！超力的秘密         | - 巴拉消失 | 杉村升   | 辻野正人   |
| 1995/03/24   | 4    | 怪奇！！鐵人爸爸           | - 巴拉破碎機 | 杉村升   | 辻野正人   |
| 1995/03/31   | 5    | 激愛！！火焰之兄弟         | - 巴拉仙人掌 - 1號（聲：菅原正志） - 2號（聲：佚名）                                                                                   | 井上敏樹 | 小笠原猛   |
| 1995/04/07   | 6    | 強敵 頭腦機械              | - 巴拉頭腦（聲：鹽澤兼人） - 巴拉分離                                                                                                  | 杉村升   | 小笠原猛   |
| 1995/04/14   | 7    | 完成！！超力機械人         | - 巴拉頭腦（聲：鹽澤兼人） - 巴拉分離                                                                                                  | 杉村升   | 東條昭平   |
| 1995/04/21   | 8    | 激鬥！！超巨大戰           | - 巴拉導彈（聲：鳥居賞也） | 杉村升   | 東條昭平   |
| 1995/04/28   | 9    | 突然！！背叛者             | - 巴拉飛鏢（聲：小林清志） | 井上敏樹 | 辻野正人   |
| 1995/05/05   | 10   | 參上!! 小偷哦              | - 巴拉駭客（聲：新井一典） | 上原正三 | 辻野正人   |
| 1995/05/12   | 11   | 服從！！愛的冰箱           | - 巴拉打印機（聲：立木文彥） | 曾田博久 | 小笠原猛   |
| 1995/05/19   | 12   | 爆發！！小嬰兒             | - 巴拉寶貝（聲：田野中勇） | 杉村升   | 小笠原猛   |
| 1995/05/26   | 13   | 幻想！！神之犬             | - 巴拉岩漿（聲：小關一） | 高久進   | 東條昭平   |
| 1995/06/02   | 14   | 好喜歡皮諾丘               | - 巴拉匹諾殺手（匹諾曹） （聲：岩永哲哉）                                                                                              | 上原正三 | 東條昭平   |
| 1995/06/09   | 15   | 朋友啊！！火熱的安息吧！！ | - 巴拉復仇者（聲：大塚明夫） | 井上敏樹 | 佛田洋     |
| 1995/06/16   | 16   | 頑皮！！未來的孩子         | - 巴拉惡魔（聲：桑原毅） | 曾田博久 | 佛田洋     |
| 1995/06/23   | 17   | 強奪！！變身手環           | - 巴拉真空（聲：西尾德） | 杉村升   | 辻野正人   |
| 1995/06/30   | 18   | 父親的異常之愛             | - 巴拉常春藤 | 杉村升   | 辻野正人   |
| 1995/07/07   | 19   | 新機械人赤的衝擊           | - 巴拉建造者（聲：小杉十郎太） | 曾田博久 | 小笠原猛   |
| 1995/07/14   | 20   | 鐵拳100連發！！            | - 巴拉拳擊手（聲：山中一德） | 曾田博久 | 小笠原猛   |
| 1995/07/21   | 21   | 呼風喚雨的劍玉             | - 巴拉劍玉 | 曾田博久 | 東條昭平   |
| 1995/07/28   | 22   | 合體秘密指令！！           | - 巴拉犰狳 | 曾田博久 | 東條昭平   |
| 1995/08/04   | 23   | 最後的泳衣…                | - 巴拉衣物（聲：大竹宏） | 井上敏樹 | 辻野正人   |
| 1995/08/11   | 24   | 可笑的懷舊男！！           | - 巴拉閣下 （聲、演（人類型態）：佐藤正宏）                                                                                            | 高久進   | 辻野正人   |
| 1995/08/18   | 25   | 祭典一決勝負               | - 巴拉飢餓（聲：山本圭子） | 上原正三 | 辻野正人   |
| 1995/08/25   | 26   | 6億歲少年戰士              | - 機械獸使 凱莉絲（巴拉凱莉絲） （演、聲：天祭揚子） - 巴拉哥布林（第26-27集） （聲：依田英助） - 巴拉國王（第27-28集） （聲：八戶優） | 杉村升   | 小林義明   |
| 1995/09/01   | 27   | 國王颯爽登場               | - 機械獸使 凱莉絲（巴拉凱莉絲） （演、聲：天祭揚子） - 巴拉哥布林（第26-27集） （聲：依田英助） - 巴拉國王（第27-28集） （聲：八戶優） | 杉村升   | 小林義明   |
| 1995/09/08   | 28   | 看吧 奇蹟的要塞            | - 機械獸使 凱莉絲（巴拉凱莉絲） （演、聲：天祭揚子） - 巴拉哥布林（第26-27集） （聲：依田英助） - 巴拉國王（第27-28集） （聲：八戶優） | 杉村升   | 小笠原猛   |
| 1995/09/22   | 29   | 跳舞吧！侵略私塾           | - 巴拉狼蛛（聲：河合義雄） | 上原正三 | 小笠原猛   |
| 1995/09/29   | 30   | 地球打瞌睡                 | - 巴拉瞌睡（聲：高橋和枝） | 上原正三 | 東條昭平   |
| 1995/10/13   | 31   | 宅配減肥                   | - 巴拉水龍頭 （聲、演（人類型態）：篠田薰）                                                                                            | 上原正三 | 東條昭平   |
| 1995/10/20   | 32   | 學校的恐怖惡夢             | - 巴拉惡夢 （聲、演（人類型態）：岡本美登）                                                                                            | 杉村升   | 長石多可男 |
| 1995/10/27   | 33   | 五大機器人大活躍           | - 超機械獸軍團 | 曾田博久 | 長石多可男 |
| 1995/11/03   | 34   | 皇帝最後的挑戰             | - | 曾田博久 | 長石多可男 |
| 1995/11/10   | 35   | 過激的炸彈小子             | - 巴拉猛獁（聲：千田義正） | 曾田博久 | 小笠原猛   |
| 1995/11/17   | 36   | 放屁直擊！！               | - 巴拉臭鼬（聲：龜山助清） | 曾田博久 | 小笠原猛   |
| 1995/11/24   | 37   | 在下顏魔神                 | - 巴拉警察 （聲、演（人類型態）：栗原敏）                                                                                              | 杉村升   | 長石多可男 |
| 1995/12/01   | 38   | 魔神真辛苦                 | - 巴拉警察 （聲、演（人類型態）：栗原敏）                                                                                              | 杉村升   | 長石多可男 |
| 1995/12/08   | 39   | 皇子決鬥而死               | - 巴拉黃金 | 杉村升   | 田﨑龍太   |
| 1995/12/15   | 40   | 現身！神秘的公主！         | - 巴拉黃金 | 杉村升   | 小笠原猛   |
| 1995/12/22   | 41   | 危險的兩人！！             | - | 杉村升   | 小笠原猛   |
| 1996/01/12   | 42   | 戰隊公開處刑！！           | - 巴拉獵人（聲：梅津秀行） | 曾田博久 | 長石多可男 |
| 1996/01/19   | 43   | 王牌是百變                 | - 巴拉騙子 （聲、演（人類型態）：大河内浩）                                                                                            | 上原正三 | 田﨑龍太   |
| 1996/01/26   | 44   | 世上最強的美女             | - 巴拉守衛（聲：小林修） | 曾田博久 | 長石多可男 |
| 1996/02/02   | 45   | 崩毀！！超力基地           | - 巴拉微米 | 杉村升   | 小笠原猛   |
| 1996/02/09   | 46   | 地球的末日！！             | - 巴拉微米 | 杉村升   | 小笠原猛   |
| 1996/02/16   | 47   | 閃耀的復甦！！             | - | 杉村升   | 長石多可男 |
| 1996/02/23   | 48   | 愛的勇者們                 | - | 杉村升   | 長石多可男 |

## 音樂
片頭曲：
作詞：八手三郎
作曲：小杉保夫
編曲：米光亮
演唱：速水健太郎
片尾曲：（第1-47集）
作詞：八手三郎
作曲：小杉保夫
編曲：牧野三郎
演唱：速水健太郎
原創插曲：

作詞、作曲：KYOKO
編曲：京田誠一（合唱部分編曲：永井誠）
演唱：速水健太郎

作詞：八手三郎
作曲：渡邊宙明
編曲：京田誠一
演唱：速水健太郎、森之木兒童合唱團

作詞：八手三郎
作曲、編曲、演唱：佐佐木真里

作詞：八手三郎
作曲：小杉保夫
編曲：京田誠一
演唱：速水健太郎

作詞：八手三郎
作曲、編曲：津野剛司
演唱：阿恰（肝付兼太）、寇恰（安達忍）

作詞：八手三郎
作曲：小杉保夫
編曲：京田誠一
演唱：影山浩宣

作詞：里乃塚玲央
作曲：瑞木薰
編曲：京田誠一
演唱：速水健太郎

作詞：横山武
作曲：樫原伸彦
編曲：佐佐木真里
演唱：影山浩宣
非原創插曲：
《藍色多瑙河》
作曲：小約翰·施特勞斯

作詞、作曲：小室哲哉
編曲：小室哲哉＆久保浩二
演唱：TRF
《EROTICA SEVEN》
作詞、作曲：桑田佳祐
編曲、演唱：南方之星
《勝手にシンドバッド》
作詞、作曲：桑田佳祐
編曲：齊藤信＆南方之星
演唱：南方之星
《いとしのエリー》
作詞、作曲：桑田佳祐
編曲、演唱：南方之星
《Body Feels EXIT》
作詞、作曲、編曲：小室哲哉
演唱：安室奈美恵

## 其他相關媒體
劇場版：《超力戰隊王連者》
與此作同名的劇場版電影，於1995年4月15日首映。
製作人員：
- 導演：小林義明
- 動作導演：山岡淳二
- 劇本：上原正三

VS系列：
《超力戰隊王連者 王連VS隱連者》
此作與《忍者戰隊隱連者》的聯動作品，於1996年3月8日發售。
《激走戰隊車連者VS王連者》
此作與《激走戰隊車連者》的聯動作品，於1997年3月14日發售。

## 海外播放
香港曾於1997年由亞洲電視本港台以《超力戰隊》為譯名播出。

## 外部連結
- 超力戦隊オーレンジャー （页面存档备份，存于）（スーパー戦隊ネット内の紹介記事）